# 이병석 (사진가)
이병석(李炳錫, 1978년 4월 5일 - )은 대한민국의 사진 작가이자 배우이다.

## 경력
- 밴드 "도프쇼"의 리더
- 싸이클론 엔터테인먼트 소속 매니저
- 플레이어 엔터테인먼트 소속 매니저
- D13 엔터테인먼트 소속 배우
- 스튜디오 랩(李씨네 사진관) 대표 사진가
- 꽃잠프로젝트 by 이씨네사진관 대표 사진가

## 활동

### 영화
- 《お疲れ様でした》(오츠카레 사마데시다) (2006년) - kim 역
- 《중독》

### 애니메이션
- 마리이야기 (2002년)

### 연극
- 《고마운 사람들》 - 강철수 역

### 사진 작가 활동

#### 개인전
- 2008: " 이웃 "
- 2009: " 빛으로 그림을 그리다 "

#### 그룹전
- 2009: 삼청동 "패션 or 다큐" 사진전

### 기타활동
- 2007: tvn RuN 비키니 진 편 출연[1]
- 2009: No.1 Diva`s Love - Once(화요비) 뮤직비디오 우정출연 및 스틸촬영[2]
- 2010: MBC 포쉬웨이브 인터뷰[3]

## 가족 관계
- 사촌형 : 배우 이병헌
- 사촌누나 : 방송인 이지안